# Stasimopus patersonae
Stasimopus patersonae är en spindelart som beskrevs av Hewitt 1913. Stasimopus patersonae ingår i släktet Stasimopus och familjen Ctenizidae. Inga underarter finns listade i Catalogue of Life.